# Bolle
För andra betydelser, se Bolle (olika betydelser).
Bolle är en rund dryckeskål med indragen mynning, vanligen i svarvat eller snidat trä och målad men någon gång även i metall, bland annat silver.
Namnet bolle förekommer främst i Västsverige samt i Danmark och Norge. I Östsverige hette kärlet i stället Bulle och kunde avse ett bredare spektrum av dryckeskärl. Större bollar har ibland fungerat som serveringskärl ur vilken man sedan serverat  eller gått laget runt. Bollen är känd i Norden åtminstone sedan tidig medeltid. I Heimskringla uppger Snorre Sturlasson att Harald Hårdråde då han 1046 återkom från sina resor gav en masurbolle med en förgylld silverrand. 1268 gav kaniken Matthæus en masurbolle fodrad med silver till domkapitlet i Lund.